# أشرف مروان
أشرف مروان (2 فبراير 1944 - 27 يونيو 2007)، سياسي ورجل أعمال مصري له خلفية بالعمل الاستخباراتي، وزوج منى جمال عبد الناصر ابنة الرئيس المصري الأسبق جمال عبد الناصر.

## حياته
ولد مروان في 2 فبراير 1944 في 5 شارع الحكماء بحي مصر الجديدة لأب كان ضابطاً بالجيش هو اللواء أبو الوفا مروان الذي تولى إدارة سلاح الحرب الكيماوية قبل أن يخرج للتقاعد ويتولى شركة مصر للأسواق الحرة.
حصل مروان على بكالوريوس العلوم في جامعة القاهرة في عام 1965 ثم الدكتوراة في نفس التخصص من جامعة لندن عام 1974، وكان قد التحق للعمل بالمعامل المركزية للقوات المسلحة منذ عام 1965.
تقدم للزواج من «منى» ابنة الرئيس جمال عبد الناصر وتم قبوله، ومن هنا كانت بداية ظهوره في الحياة العامة في مصر، حيث انتقل للعمل في رئاسة الجمهورية كمساعد محدود الاختصاصات لسامي شرف سكرتير الرئيس.
بعد وفاة جمال عبد الناصر في سبتمبر 1970 قدم مروان الدعم للرئيس الجديد أنور السادات، وانضم للفريق المؤيد له وكانت نتيجة ذلك أن وثق السادات في مروان وعينه سكرتيرا خاصا لشئون المعلومات في 13 مايو 1971 قبل يومين من ثورة التصحيح، التي لعب فيها مروان والفريق الليثي ناصف قائد الحرس الجمهوري آنذاك الدور الأكبر في تصفية خصوم السادات.
مع الوقت علا نجم مروان في الحياة السياسية المصرية، نتيجة تزايد ثقة السادات الكبيرة فيه؛ فجعله عضوا في لجنة الإشراف على التطوير وصناعة الأسلحة في مصر وليبيا، وعضوا في المجلس الأعلى للمشروعات الطبية في مجال الطاقة النووية عام 1973، ثم سكرتيرا للرئيس للاتصالات الخارجية في عام 1974.
وفي 29 يونيو 1974 عين مقررا للجنة العليا للتسليح والتصنيع الحربي. وفي 1975 عين رئيسا للهيئة العربية للتصنيع، وفي 1987 عين سفيرا لمصر في لندن ثم اتجه للعيش في لندن، والعمل في الأعمال الحرة كمستثمر ورجل أعمال، وكان رئيس الجالية المصرية في لندن.
لم يخل هذا الصعود السريع لمروان من شائعات طالت ذمته المالية، وعلاقته التجارية بالمليونير السعودي كمال أدهم، ويحكي الصحفي المقرب من السادات موسى صبري في كتابه «الحقيقة والأسطورة» أنه دار بينه وبين السادات حديث ودي حول مروان سأله فيه عن سر تمسكه بالأخير برغم هذه الشائعات المحيطة به فأجابه السادات بالقول: «أنا لا أقبل أن أمد يدي لأي حاكم عربي، لكننا نتعرض لمآزق مالية خطيرة، وأشرف يقوم بهذه المهمة، كما أنه قدم خدمات ممتازة في موضوع الأسلحة، واستطاع بجهده الشخصي أن يذلل كثيرا من العقبات مع المصانع الفرنسية بالذات، وتم هذا في أوقات حرجة وقبل حرب أكتوبر».

### اتهامه بالعمالة لإسرائيل
اتهمت الصحف العبرية أشرف مروان بعد وفاته بأنه عميلا مزدوجا ما بين المخابرات المصرية والإسرائيلية.
كتبت صحيفة يديعوت أحرونوت: أن إيلي زعيرا رئيس شعبة الاستخبارات العسكرية في الجيش الإسرائيلي أثناء حرب أكتوبر 1973 وكبار قادة الموساد في ذلك الوقت والشاباك اعتبروا أن أشرف مروان كان عميلا مزدوجا، وأنه سبب إخفاقا تاما وكبيرا لمؤسسة الموساد، لكن هناك منتقدين لهذا التوجه قالوا أنه لا يوجد أساس لهذه النظرية.
وكتبت صحيفة معاريف: «أشرف مروان عميل مزدوج أفشلنا في حرب أكتوبر، وأيا تكون الأسباب وراء موته فإنه ترك بقعة سوداء تلوث تاريخ الجاسوسية في إسرائيل بعد أن خدعها وجعل من هذه المؤسسة أضحوكة». وانتقدت معاريف بشدة «الكشف عن اسم مصدر من قبل الدولة وهو على قيد الحياة».
قال اللواء إيلي زعيرا، الذي طرد من منصبه كرئيس للاستخبارات العسكرية بعد فشل إسرائيل في التنبؤ بالحرب عليها، في كتاب صدر في العام 1993، إن إسرائيل فوجئت بالحرب لأنها وقعت ضحية عميل مزدوج. غير أنه لم يذكر اسمه في ذلك الكتاب، لكن الصحافة الإسرائيلية قامت بنشر اسم مروان.
وتردد أن مروان كان يحمل لدى الاستخبارات الإسرائيلية اسما حركيا هو «بابل». ووفقا لصحيفة التايمز فإنه تردد أن مروان عرض خدماته على إسرائيل عام 1969 وظل يمدها في السنوات التالية بالمعلومات عن مصر والعالم العربي، وهي المعلومات التي وصفها مسئولون إسرائيليون بأنها لا تقدر بثمن.
ويقول رئيس شعبة الاستخبارات العسكرية الإسرائيلية (أمان) إبان حرب أكتوبر إيلي عيزرا في تحقيقات لجنة «أجرانات» الإسرائيلية التي حققت مع القادة الإسرائيليين في أسباب هزيمتهم في أكتوبر 1973 والتي أفرجت إسرائيل عنها مؤخرا وتنشرها صحيفة الشرق الأوسط اللندنية مترجمة للعربية على حلقات هذه الأيام: إن بابل نقل معلومات دقيقة إلى إسرائيل لكي يحظى بثقتها. ولكن الهدف من تشغيله من قبل المصريين كان في الواقع التضليل؛ فهو أبلغ عن رسالة السادات إلى بريجنيف فقط لكي يقنع إسرائيل بأن السادات لن يحارب إلا إذا حصل على صواريخ (سكود)، وفي الحقيقة أنه لم يحصل عليها؛ ولذلك سادت القناعة في إسرائيل بأن مصر لن تجرؤ على إعلان الحرب، مما أدى إلى سواد نظرية «الفرضية» المشهورة لدى الاستخبارات العسكرية.
وتقول «الفرضية» وفق تقارير لجنة أجرانات: «إن مصر لن تحارب إلا إذا تمت الحرب بالاشتراك مع سوريا وبالحصول على طائرات حديثة، وأسلحة أخرى تضمن تفوقا مصريا على سلاح الجو الإسرائيلي».
ويضيف زعيرا: «كيف يمكن لمسئول مصري رفيع كهذا أن يأتي إلى السفارة الإسرائيلية في لندن في وضح النهار، في الوقت الذي يعرف هو وقادته بأن هذه السفارة مثل غيرها من السفارات الإسرائيلية في الخارج مراقبة من عشرات أجهزة المخابرات في العالم؟».
ويعتبر رئيس شعبة الاستخبارات الإسرائيلية السابق بأن أهم مهمة قام بها «بابل» هي عندما أبلغ إسرائيل بموعد الحرب. فهو قال إنها ستتم قبيل حلول المساء وبذلك خدع إسرائيل لأن الحرب بدأت في الثانية من بعد الظهر. فقد فهم منه الإسرائيليون أن الحرب ستقع في السادسة مساء، وخلال الساعات الأربع كانت القوات المصرية قد أتمت عبور القناة، ولذلك فإنه نجح في تضليل إسرائيل.
ويقول أنصار رؤية زعيرا من القادة الإسرائيليين: "إن ما قامت به المخابرات المصرية بزرع «بابل» كعميل مزدوج هو تكتيك روسي تقليدي يتمثل في "زرع عميل مزدوج يغذونه بـ 95% معلومات دقيقة وفي اللحظة الحاسمة ينقلون عبره معلومات كاذبة".
لكن في الموساد من يردون على هذا الزعم بأنه ليس هناك في مصر، ولا حتى السادات نفسه، من كان على استعداد لتحمل مسئولية تسليم معلومات مركزية وهامة عن مصر كالتي سلمها «بابل» طوال أكثر من 4 سنين فقط من أجل التضليل في لحظة معينة.
وقد استمر النقاش في إسرائيل حول مدى مصداقية «بابل»، وأجرت المخابرات الإسرائيلية على اختلاف أجهزتها أبحاثا رسمية حول الموضوع استنتجت منها أنه «كان جاسوسا لها ولم يكن مبعوثا من المخابرات المصرية بهدف التضليل».
في حين يرى المخالفون -وبينهم إيلي زعيرا- أن الثقة في «بابل» كانت «أكبر هزيمة تحققت لإسرائيل في تاريخها» بابل وأكتوبر العام 2004 جاء حاملا مفاجئة مدوية ليست لمروان هذه المرة لكنها للذين يعتقدون داخل أجهزة الاستخبارات الإسرائيلية أن «بابل» أو مروان كان مخلصا لهم، ولم يكن «طُعْمًا» من المخابرات المصرية ابتلعوه للنهاية؛ حيث شاهد أحد العاملين في جهاز مخابرات إسرائيلي على مراقبة شبكات التلفزيون العربية بثا لإحدى القنوات المصرية الرئيس المصري حسني مبارك وهو يصافح مروان في احتفالات ذكرى حرب أكتوبر في العام 2004.
وقام رجل المخابرات الإسرائيلي بتسجيل مقطع المصافحة والذي تخلله أيضا عناق على شريط فيديو، وبعد أن تأكد من الشخص المقصود هو فعلا أشرف مروان أبلغ المسئولين عنه بالأمر.
ونشرت صحيفة يديعوت أحرونوت في مايو 2005 تقريرًا عن هذا الشريط الذي يجمع مبارك ومروان اعتبر فيه محرر الصحيفة لشئون أجهزة الاستخبارات والقضايا الإستراتيجية أنه «سينهي الجدل الدائر منذ 32 عامًا في إسرائيل حول مروان بأنه بطل قومي مصري».
وكتب المحلل يقول: «بعد الآن لا يتبقى أي مكان للشك.. فالرئيس المصري لا يتعامل على هذا النحو مع أكبر خائن عرفته مصر، بل هكذا يتم التعامل مع بطل قومي».
وجاء تأكيد إضافي لمن يرى في مروان بطلا قوميا أنه منذ الحرب وحتى وفاته، وبعد ما نشره أهارون برجمان، حظي مروان بالازدهار والأمن، وبالقدرة على دخول مصر والخروج منها كما يشاء. وهناك من يرون في ذلك برهانا آخر على أن قادة الحكم المصري والسادات كانوا يعرفون أنه عميل مزدوج، وأنهم زرعوه في الموساد لهذا الغرض.
وفضلا عن ذلك فإن عمرو موسى وزير الخارجية المصري السابق، سمح لابنته بالزواج من ابن مروان، في الوقت الذي كان فيه موسى في منصب يسمح له بالاطلاع على المعلومات الأشد سرية في الاستخبارات المصرية بحكم عمله في الخارجية.
ويقول رجل من وحدة الأبحاث في شعبة الاستخبارات الإسرائيلية تعليقا على هذا الأمر بحسب برجمان: "لو كان مروان خائنا حقا، فإن موسى لم يكن أبدا ليسمح بهذا الزواج". علما بأن هانيا عمرو موسي انفصلت عن أحمد أشرف مروان بعد زواج دام 15 عامًا، وله منها ولد وبنت اسمهما محمد وأمينة".
آخر هذه الحقائق التي أكدت نجاح مروان في خداع الموساد الإسرائيلى، نشرتها صحيفة هاآرتس الإسرائيلية بعد ظهور كتاب جديد في إسرائيل تحت عنوان «الملاك أشرف مروان.. والموساد ومفاجأة حرب يوم الغفران»، وهو كتاب لأستاذ العلوم السياسة بجامعة حيفا يورى بار يوسف، الذي تناول فيه علاقة د.أشرف مروان صهر الرئيس الراحل جمال عبد الناصر، مع جهاز الموساد الإسرائيلى الذي أطلق على مروان اسم العميل «الملاك» في الفترة التي سبقت وأعقبت حرب أكتوبر 1973.
أكد الكتاب أن مروان لم يكن عميلا مزدوجا يجمع المعلومات لصالح إسرائيل، ولكنه كان في الأصل يعمل لحساب مصر بنفس التوقيت، ويزود الموساد الإسرائيلى بمعلومات حقيقية موثوق في صحتها، كجزء من خطة الخداع الاستراتيجى الذي كان ينفذها بتعليمات مصرية لإنجاح عمله مع الموساد، حتى أنه أمدهم في يوم 4 أكتوبر 1973، باستعداد مصر لشن حرب قريبة على إسرائيل، ولكن دون أن يحدد متى، وهي المعلومة التي لو استغلها الموساد والقيادة السياسية ممثلة في جولدا مائير والقيادة العسكرية ممثلة في وزير الدفاع آنذاك موشى ديان، لكانت تغيرت معالم حرب أكتوبر بين مصر وإسرائيل.

### مروان في كتاب تاريخ إسرائيل
بعد تسلمه وساما من أنور السادات كتكريم له على ما قدمه من خدمات للوطن في حرب أكتوبر 1973، وبعد أن اتجه بقوة لعالم المال والأعمال في عدد من عواصم العالم أهمها لندن، جاء العام 2002 حاملا له زلزالا بدرجات مرتفعة من المقاييس التي تجعل من سمعة الإنسان وشرفه ووطنيته موضعا للتشكيك. ففي هذا العام نشر المؤرخ اليهودي المقيم في لندن «أهارون بيرجمان» كتابا بعنوان «تاريخ إسرائيل» أشار فيه إلى أن أشرف مروان -دون ذكر الاسم- عمل جاسوسا للموساد الإسرائيلي، وأنه ذهب بنفسه للسفارة الإسرائيلية في لندن عام 1968 عارضا خدماته على الموساد ليكون رجلهم في بيت عبد الناصر ورئاسة الجمهورية التي يعمل بها.
أصيب الإسرائيليون بصدمة بعدما عرفوا شخصيته، لكنهم رحبوا به وكانوا يدفعون له 100 ألف جنيه إسترليني عن المقابلة الواحدة، وأنه منذ هذه اللحظة حمل أسماء حركية في سجلات الموساد مثل: «الصهر» أو «العريس» أو «رسول بابل»، ولم تكن تقاريره يقرؤها إلا كبار رجال الحكم في إسرائيل من عينة جولدا مائير رئيسة الوزراء وموشي ديان وزير الدفاع بالإضافة إلى كبار رجال الموساد.
وذكر المؤرخ اليهودي أن مروان سلم الموساد نسخة مكتوبة من حوار جمال عبد الناصر مع القادة السوفيت في 22 من يناير 1970 يطالبهم فيها بقاذفات (طائرات) بعيدة المدى، كما سلمهم نسخة من رسالة سرية بعث بها السادات إلى الرئيس السوفيتي ليونيد بريجينيف في 30 من أغسطس 1972 طالبه فيها بصواريخ بعيدة المدى من طراز «سكود» ويقول فيها إنه من دون هذه الصواريخ لا يستطيع شن حرب لتحرير سيناء.
ويضيف المؤرخ اليهودي في كتابه أن مروان أبلغ الموساد بمعلومات عن الخلية الفلسطينية الفدائية بقيادة أمين الهندي التي كانت تنوي تفجير طائرة «العال» المدنية في روما ردا على قيام إسرائيل بإسقاط الطائرة المدنية الليبية، وقد أفشلت إسرائيل العملية بفضل المعلومات التي قدمها «بابل» أو مروان.
لكن القنبلة المدوية التي فجرها كتاب بيرجمان هي أن «بابل» طلب في 4 من أكتوبر 1973 مقابلة رئيس الموساد «تسفي زمير»؛ فطار إليه الأخير خصيصا في اليوم التالي (5 من أكتوبر)، والتقاه في إحدى الدول الأوروبية فوجده غاضبا «لأن إسرائيل تتجاهل تحذيراته ولا تعمل شيئا لمواجهة خطر الحرب». وفي مساء اليوم نفسه اتصل «بابل» وأبلغ إسرائيل بأن موعد الهجوم المصري السوري سيكون قبل حلول المساء من يوم 6 أكتوبر.
كشفت وثائق إسرائيلية نشرها موقع «واي نت الإسرائيلي» صباح الأربعاء عن اجتماع جمع رئيسة الوزراء، «جولدا مائير»، وقائد عام القوات المسلحة، «ديفيد اليعازر»، ورئيس الاستخبارات العسكرية، «إلي عيزرا»، صباح يوم السادس من أكتوبر إثر رسالة «درامية» بعثها «أشرف مروان»، الذي كان يتجسس لصالح إسرائيل وقتها، تؤكد اقتراب موعد الحرب.
لكن هناك رواية أخرى تقول إن أشرف مروان لم يخدع الإسرائيليين وان قرار تغيير ميعاد الحرب تم أثناء تواجد أشرف مروان في ليبيا للقيام بمهام دبلوماسية كلفه بها السادات للحصول على دعم ليبيا قبل الحرب ..إضافة إلى ان لا يوجد اى مسؤل في الدولتين كان يعلم بتغيير ميعاد الحرب سوى أربعة أشخاص فقط: الرئيس المصرى أنور السادات ووزير دفاعه أحمد إسماعيل من جانب والرئيس السورى حافظ الأسد ووزير دفاعه مصطفى طلاس من الجانب الآخر وكان هذا بسبب الخلاف في وجهات النظر بين الدولتين حول توقيت بدء الهجوم المشترك ..إذ كان الجانب السوري يريد بدأ الهجوم في الساعة السادسة صباحا للاستفادة من موقع الشمس في عيون جنود العدو ولان هذا التوقيت يتناسب مع طبيعة الأرض التي يقاتل عليها الجيش السوري بينما كان رأى الجانب المصري هو الهجوم في الساعة السادسة مساء مع غروب الشمس لأن هذا سوف يساعد الجيش المصرى على إحداث تفوق نسبي في العمليات القتالية على أرض سيناء ولانها كانت صحراء واسعة وممتدة فسيكون من السهل الاستيلاء ليلا على مواقع العدو. مع احتدام الخلاف بين الدولتين سافر أحمد إسماعيل إلى دمشق يوم 4 أكتوبر من أجل التوصل إلى حل يناسب كلا الطرفين وقد اقترح الرئيس السورى حافظ الاسد الساعة الثانية ظهرا كحل وسط بين ما اقترحه وزير الدفاع المصرى ووزير الدفاع السورى وتم التوافق في النهاية على اعتماد التوقيت الذي اقترحه حافظ الأسد، ولم يكن أشرف مروان علم بهذه التطورات ولهذا السبب يرجح من يقولون بهذا الرأي أنه لم يخدع الموساد وإنما أخبرهم بكل المعلومات التي يعرفها لأن حدث تغيير ساعة بدء الهجوم غير معلوم بالنسبة له.

### شهادة الرئيس مبارك
وذكر الرئيس المصري السابق حسني مبارك: أن مروان كان وطنيا مخلصا وقام بالعديد من الأعمال الوطنية لم يحن الوقت للكشف عنها مشددا على أنه لم يكن جاسوسا لأي جهة على الإطلاق. ونفى أنه أبلغ إسرائيل بموعد حرب أكتوبر وذكر أنه لا أساس له من الصحة.

## وفاته
توفي في 27 يونيو 2007 بعد أن سقط من شرفة منزله في 24 كارلتون هاوس في منطقة جيمس القريبة من القصر الملكي البريطاني ببكنجهام بالعاصمة البريطانية لندن. وقد وقع الحادث بعد ظهر الأربعاء، وقد ذكر بيان صادر عن الشرطة أن التحقيقات حول ظروف حادث سقوطه من شرفة منزله لا تزال مستمرة، ورغم وجود كاميرات مراقبة بموقع وفاته إلا أن تعطلها حال دون توفر تسجيل للحادث.
أعلنت شرطة سكوتلاند يارد، أن التحقيقات ما زالت مستمرة في حادثة سقوط رجل الأعمال المصري أشرف مروان من شرفة منزله بمنطقة سانت جيمس بارك، بوسط العاصمة البريطانية، ليموت حالا. وأوضحت الشرطة البريطانية، في بيان أصدرته أن: «الطب الشرعي لم ينته من عمله بعد، وتقريره النهائي هو الذي سيحسم الأمر». وفي يوليو 2007 أكد القضاء البريطاني انتحاره ونفى وجود شبهة اغتيال أو قتل عمد.
ومما أثار التساؤلات أن الليثي ناصف لقي حتفه من شرفة الطابق العاشر بعمارة «ستيورت تاور» في لندن وهي ذات العمارة التي سقطت الفنانة سعاد حسني من شرفة طابقها السادس.

### الجنازة
شيعت الجنازة الأحد من مسجد عمر مكرم حيث أقيمت صلاة الجنازة التي أمها د. محمد سيد طنطاوي شيخ الأزهر. شارك في الجنازة صفوت الشريف رئيس مجلس الشورى وأحمد فتحي سرور رئيس مجلس الشعب وجمال مبارك وعدد من الوزراء وكبار المسئولين وعدد من الشخصيات المهمة.

## مروان في الإعلام
- في سبتمبر 2018 عرض فيلم الملاك الذي يستند على رواية أوري بار جوزيف الأكثر مبيعا «الملاك: الجاسوس المصري الذي حفظ إسرائيل». الفيلم من إنتاج نيتفليكس ومن إخراج ارييل فرومين وبطولة مروان كنزاري وتوبي كيبيل.